# Олімпіадан
Олімпіадан — це механічно з’єднана молекула, що складається з п’яти взаємоз’єднаних макроциклів, що нагадує олімпійські кільця. Молекула є лінійним пентакатенаном або [5]катенаном. Він був синтезований і названий Фрейзером Стоддартом і його співробітниками в 1994 році. Молекула була розроблена без будь-якого практичного використання, хоча інші катенани можуть мати можливе застосування для створення молекулярного комп’ютера.

## Дивись також
- Олімпіцен